# 2022년 메이저 리그 베이스볼 경기 일정
2022년 메이저 리그 베이스볼 경기 일정은 다음과 같다. 한 팀당 162경기, 총 2430경기를 치르기 때문에, 월별로 경기 일정을 링크했다.
- 2022년 메이저 리그 베이스볼 3-4월 경기 일정
- 2022년 메이저 리그 베이스볼 5월 경기 일정
- 2022년 메이저 리그 베이스볼 6월 경기 일정
- 2022년 메이저 리그 베이스볼 7월 경기 일정
- 2022년 메이저 리그 베이스볼 8월 경기 일정
- 2022년 메이저 리그 베이스볼 9-10월 경기 일정

## 같이 보기
- 2022년 메이저 리그 베이스볼 시즌